# Leave Out All the Rest
Leave Out All the Rest (englisch für Lass den Rest weg oder Vergiss den Rest) ist ein Lied der US-amerikanischen Rockband Linkin Park. Der Song erschien am 11. Mai 2007 auf ihrem dritten Studioalbum Minutes to Midnight und wurde am 14. Juli 2008 als fünfte Single aus diesem veröffentlicht. Zudem ist das Stück auf dem Soundtrack zum Film Twilight – Biss zum Morgengrauen enthalten und ist in dessen Abspann zu hören.

## Inhalt
Leave Out All the Rest handelt von einem Menschen, der sich die Frage stellt, was von ihm bleibt, wenn er einmal nicht mehr da ist. Chester Bennington singt aus der Perspektive des lyrischen Ichs über diese Gedanken und an was von ihm sich die Menschen erinnern würden, wenn seine Zeit gekommen sei. Dabei sollen sie nur die guten Dinge in Erinnerung behalten und die schlechten vergessen, da niemand perfekt sei.

“And don’t resent me

And when you’re feeling empty

Keep me in your memory

Leave out all the rest”

## Produktion
Der Song wurde von dem US-amerikanischen Musikproduzenten Rick Rubin in Zusammenarbeit mit Linkin-Park-Mitglied Mike Shinoda produziert. Die Linkin-Park-Mitglieder fungierten als Autoren.

## Musikvideo
Bei dem zu Leave Out All the Rest gedrehten Musikvideo, das vom Film Sunshine inspiriert wurde, führte Linkin-Park-Mitglied Joe Hahn Regie. Es ist im Science-Fiction-Stil gehalten und verzeichnet auf YouTube über 232 Millionen Aufrufe (Stand Januar 2024). Das Video zeigt die Bandmitglieder, die in einer futuristischen Umgebung, ähnlich einer Raumstation, im Weltall leben und durch die Galaxie schweben. Meist ist Chester Bennington zu sehen, der den Song in einem von Sternen ausgeschmückten Raum singt. Zudem werden die Gruppenmitglieder bei einer gemeinsamen Besprechung sowie in Schlafkapseln gezeigt. Gegen Ende wird Alarm an Bord des Raumschiffs ausgelöst und alle rennen zu einem Treffpunkt, wo sie die Explosion eines nahegelegenen Sterns beobachten.

## Single

### Covergestaltung
Das Singlecover zeigt im unteren Teil in Sepiafarben die sechs Linkin-Park-Mitglieder, die den Betrachter anblicken. Im oberen Teil ist ein orange-schwarzer Sternenhimmel mit Blitzen zu sehen, auf dem sich die Schriftzüge Leave Out All the Rest in Schwarz und Linkin Park in Weiß befinden.

### Titellisten
Single
1. Leave Out All the Rest – 3:19
2. In Pieces (Live from Projekt Revolution, Washington DC, Aug. 19 ’07) – 3:47

Maxi
1. Leave Out All the Rest – 3:19
2. In Pieces (Live from Projekt Revolution, Washington DC, Aug. 19 ’07) – 3:47
3. Leave Out All the Rest (Live from Projekt Revolution, Detroit MI, Aug. 22 ’07) – 3:26
4. Leave Out All the Rest (Video) – 3:24

### Chartplatzierungen
Leave Out All the Rest stieg am 10. Oktober 2008 auf Platz 15 in die deutschen Singlecharts ein und belegte in den folgenden Wochen die Ränge 20 und 19. Insgesamt war es 17 Wochen lang in den Top 100 vertreten. Ebenfalls die Top 50 erreichte der Song unter anderem in Österreich, Finnland, Australien, der Schweiz, Neuseeland und Schweden. In den deutschen Single-Jahrescharts 2008 belegte das Lied Position 95.
| ChartsChartplatzierungen       | Höchstplatzierung | Wochen |
| ------------------------------ | ----------------- | ------ |
| Deutschland (GfK)              | 15 (17 Wo.)       | 17     |
| Österreich (Ö3)                | 17 (13 Wo.)       | 13     |
| Schweiz (IFPI)                 | 36 (20 Wo.)       | 20     |
| Vereinigtes Königreich (OCC)   | 90 (1 Wo.)        | 1      |
| Vereinigte Staaten (Billboard) | 94 (2 Wo.)        | 2      |

| ChartsJahrescharts (2008) | Platzierung |
| ------------------------- | ----------- |
| Deutschland (GfK)         | 95          |

### Auszeichnungen für Musikverkäufe
Leave Out All the Rest erhielt im Jahr 2017 in den Vereinigten Staaten für mehr als eine Million verkaufte Einheiten eine Platin-Schallplatte. Im Vereinigten Königreich wurde es 2021 für über 200.000 Verkäufe mit Silber ausgezeichnet. 2024 erhielt es für mehr als 300.000 verkaufte Exemplare in Deutschland eine Goldene Schallplatte.

| Land/Region                  | Auszeichnungen für Musikverkäufe (Land/Region, Auszeichnung, Verkäufe) | Verkäufe  |
| ---------------------------- | ---------------------------------------------------------------------- | --------- |
| Deutschland (BVMI)           | Gold                                                                   | 300.000   |
| Neuseeland (RMNZ)            | Gold                                                                   | 15.000    |
| Vereinigte Staaten (RIAA)    | Platin                                                                 | 1.000.000 |
| Vereinigtes Königreich (BPI) | Silber                                                                 | 200.000   |
| Insgesamt                    | 1× Silber · 2× Gold · 1× Platin ·                                      | 1.515.000 |

Hauptartikel: Linkin Park/Auszeichnungen für Musikverkäufe